# Miguel Ferrer
Miguel José Ferrer (Santa Mônica, 7 de fevereiro de 1955 - 19 de janeiro de  2017) foi um ator estadunidense, frequentemente escalado para papéis de vilões.

## Biografia
Ferrer nasceu em Santa Mônica, na Califórnia, o mais velho de cinco filhos do ator porto-riquenho José Ferrer, vencedor do Oscar, e da cantora americana Rosemary Clooney. Seus irmãos são Maria, Gabriel, Monsita e Rafael, também ator. Criado em Hollywood, durante sua adolescência seus interesses se focaram na música; inspirado por Ringo Starr, dos Beatles, aprendeu bateria, instrumento que tocou no álbum Two Sides of the Moon, de Keith Moon. Um amigo seu, o também ator Bill Mumy - que interpretou o personagem Will Robinson na série de televisão clássica Lost In Space (br: Perdidos no Espaço) -, companheiro de Ferrer na banda The Jenerators, o escalou para o papel de baterista na série Sunshine.

### Carreira
Ferrer iniciou sua carreira no início da década de 1980, fazendo participações especiais em episódios de séries de televisão. Em 1983, recebeu um papel pequeno como um garçom em The Man Who Wasn't There. Também teve um papel de pouco destaque em Star Trek III: The Search for Spock (br: Jornada nas Estrelas III: À Procura de Spock / pt: Star Trek III: A Aventura Continua), de 1984, como um dos oficiais da nave Excelsior. Teve um papel de destaque alguns anos depois, no filme RoboCop, de 1987, em que interpretou o executivo cocainômano Bob Morton. Desde então, Ferrer integrou o elenco de diversos filmes, geralmente no papel de vilões extravagantes com senso de humor. Entre os papéis de destaque estão o motoqueiro sinistro de Valentino Returns, de 1988, um engenheiro em DeepStar Six, de 1989, o comandante Arvid Harbinger na comédia Hot Shots! Part Deux (br: Top Gang 2), de 1993, Lloyd Henreid na minissérie The Stand, de 1994, e o repórter investigativo Richard Dees no filme The Night Flier, de 1997 (ambos de Stephen King), e o ex-traficante que virou informante Eduardo Ruiz no filme Traffic (2000).

No início da década de 1990 Ferrer apareceu simultaneamente em três séries de televisão exibidas em horário nobre (algo provavelmente inédito): como o promotor público Todd Spurrier em Shannon's Deal (1989–1991), como o policial cajun Beau Jack Bowman em Broken Badges (1990–1991), e como o especialista forense cínico e irônico Albert Rosenfield em Twin Peaks (1990–91). Ferrer voltou a interpretar Albert no filme Twin Peaks: Fire Walk with Me, de 1992. Também interpretou outro médico, Dr. Garret Macy, na série policial de televisão Crossing Jordan (2001–07).
Ferrer interpretou a voz do líder herege no videogame Halo 2, bem como Jack, protagonista do jogo BioShock. Em 1999, na 41ª edição dos Prêmios Grammy, foi indicado ao prêmio de "melhor álbum falado infantil" por seu trabalho no segmento "Simba's Pride Read-Along", em The Lion King II (br: Rei Leão 2), da Disney. Em 2003, Ferrer fez sua estreia nos palcos de teatro de Nova York, atuando numa produção off-Broadway da peça The Exonerated dirigida por Bob Balaban.
O ator também interpretou um supervilão com o nome de The Weatherman ("O Homem do Tempo") no episódio piloto de uma série fracassada de 1997, Justice League of America. No mesmo ano, dublou um personagem semelhante, Weather Wizard, no episódio "Speed Demons", da série de animação Superman: The Animated Series, bem como o personagem Aquaman em outro episódio da série, "A Fish Story". Também dublou personagens de outras séries de animação, como Robot Chicken (2006) e American Dad! (2007).
Como escritor, Ferrer trabalhou em diversas séries de histórias em quadrinhos, tais como Comet Man (que ele co-criou com seu companheiro de banda nos Jenerators, Bill Mumy, e o artista Kelley Jones), The Dreamweaver e Trypto the Acid Dog (lançada pela Dark Horse Comics).
Ferrer interpretou Jonas Bledsoe em Bionic Woman, versão de 2007 feita pela NBC da série clássica, e em 2009 participou de outra série na emissora, Kings.
Fez o papel do agente Owen Granger, na série NCIS: Los Angeles.

### Vida pessoal
Entusiasta do golfe e do esqui, Ferrer organizava todo ano um campeonato beneficente de golfe dedicado ao Hospital Infantil da Universidade de Los Angeles. Também costumava se apresentar em casas noturnas com seu amigo Mumy e sua banda, The Jenerators.
Sua primeira esposa foi a atriz Leilani Sarelle, de quem é divorciado, e com quem teve dois filhos, Lukas e Rafael; posteriormente teve um filho, Jose Robert, com Kate Dornan, filha de Robert Kenneth "Bob" Dornan. Foi casado com Lori Weintraub desde 2005. Seu irmão, Gabriel Ferrer, é casado com a cantora Debby Boone, e ambos são pais da artista Gabi Ferrer e seu irmão gêmeo, Dustin Ferrer. Seu outro irmão, Rafael Ferrer, também é ator. Sua mãe era tia de George Clooney, e Ferrer foi um amigo íntimo da atriz Dominique Dunne, tendo carregado seu caixão durante seu funeral.

## Morte
Morreu em 19 de janeiro de 2017, aos 61 anos, vítima de câncer de garganta.

## Filmografia
- Heartbreaker (1983), como Angel
- Star Trek III: The Search for Spock (1984), como um "oficial da USS Excelsior"
- RoboCop (1987), como Bob Morton
- Valentino Returns (1988), como um sinistro motociclista
- Deepstar Six (1989), como Snyder, um técnico submarino inepto
- Revenge (1990), como Amador, aliado de Michael J. "Jay" Cochrane
- The Guardian, como Ralph Hess
- Twin Peaks: Fire Walk with Me (1992), como Albert Rosenfield
- The Harvest (1993), como Charlie Pope
- Point of No Return (The Assassin) (1993), como o Diretor Kaufman
- Hot Shots! Part Deux (br: Top Gang 2) (1993), como o Comandante Harbinger
- Another Stakeout (1993), como Tony Castellano
- Incident at Deception Ridge (1994), como Ray Hayes
- The Stand (TV miniseries) (1994) como Lloyd Henreid
- Blank Check (1994) como Carl Quigley
- Project ALF (1996) como Dexter Moyers
- Mr. Magoo (1997), como Sr. Ortega Peru
- Justice League of America (1997) como o vilão Weather Wizard
- Where's Marlowe? (1998), como Joe Boone
- The Night Flier (1997) como Richard Dees
- Mulan (1998), como o vilão Shan Yu
- Traffic (2000), como Eduardo Ruiz
- The Manchurian Candidate (2004), como o Coronel Garret
- The Man (2005), como o Agente Peters
- Bionic Woman (2007) como Jonas Bledsoe
- Justice League: The New Frontier (2008) como Martian Manhunter (voz)
- Crossing Jordan, série policial/dramática, como o dr. Garret Macy
- Wrong Turn at Tahoe (2009), como Vincent
- Noah's Ark: The New Beginning (2009), como Kabos (voz)
- Hard Ride To Hell (2010), como Jefe

### Participações especiais
- Miami Vice
- Magnum, P.I.
- CHiPs
- Will & Grace
- Superman: The Animated Series (Weather Wizard), (De'Cine), (Aquaman)
- Tales from the Crypt  (3 episódios)
- Twin Peaks (papel recorrente)
- ER - primeiro episódio
- Jackie Chan Adventures - voz de "Tarakudo"
- Competidor em Celebrity Jeopardy! (vencedor)
- Medium - 5/5
- Robot Chicken - Danny Ocean
- Law & Order: Criminal Intent - Episódio: "Ten Count" (7ª temporada, 18º episódio)
- CSI: Crime Scene Investigation
- The Batman - Sinestro
- El Tigre: The Adventures of Manny Rivera - Original El Tigre.
- Lie to Me
- 3rd Rock from the Sun - (como Jack, do Departamento de Estado) em "Youth Is Wasted On Dick" (5ª temporada, 15º episódio)
- Psych
- T.J. Hooker